# 褓
褓是一種朝鲜民族傳統包袱布。可由不同的材料織成，但以絲綢最為常見。用絲綢織成的叫做絲褓。
褓的用途十分廣泛，除了包裹物品，還被用於婚禮和佛教儀式上。而1997年發行的“韓國美”系列郵票包含了褓的形象，又使之逐漸成為藝術品。
褓與日本的風呂敷比較相似。